# Brito (Familienname)
Brito ist ein portugiesischer Familienname.

## Namensträger
- Adão de Brito, osttimoresischer Offizier
- Benito Pérez Brito (1747–1813), Vizekönig von Neugranada
- Bernardo Gomes de Brito, portugiesischer Herausgeber
- Carlos Brito (* 1960), brasilianischer Manager
- Carlos Brito (Fußballspieler, 1963) (* 1963), portugiesischer Fußballspieler und -trainer
- Carlos Brito (Fußballspieler, 1973) (* 1973), kapverdisch-portugiesischer Fußballspieler, genannt 'Brito'
- Casimiro de Brito (1938–2024), portugiesischer Schriftsteller
- Cláudio Brito (* 1965), brasilianischer Handballspieler
- David Brito (* 1980), venezolanisch-schweizerischer Kontrabassist
- Diana De Brito (* 1996), britische Musikerin, siehe IAMDDB
- Eduardo Brito (Eleuterio Aragonez; 1905–1946), dominikanischer Opern- und Zarzuelasänger (Bariton)
- Ernesto Duarte Brito (1922–1988), kubanischer Pianist, Komponist und Bandleader
- Evaristo Pérez de Castro Brito (1778–1848), Ministerpräsident von Spanien
- Fábio Camilo de Brito (* 1975), brasilianischer Fußballspieler, siehe Nenê (Fußballspieler, 1975)
- Fernanda Brito (* 1992), chilenische Tennisspielerin
- Filipe de Brito e Nicote (1566–1613), portugiesischer Abenteurer, Ritter, Händler, Soldat, Söldner, König von Siriam (1605 bis 1613)
- Francisco de Meneses Brito († 1672), spanischer Soldat und Gouverneur von Chile
- Gary M. Brito (* 1963 oder 1964), US-amerikanischer General
- Gustavo Brito (* 1954), puerto-ricanischer Judoka
- Hércules Brito Ruas (* 1939), brasilianischer Fußballspieler
- Hermínio de Brito (* 1914), brasilianischer Fußballspieler
- Hermenegildo Augusto de Brito Capello (1841–1917), portugiesischer Offizier und Afrikaforscher sowie Gouverneur von Angola
- Hugo Eduardo Polanco Brito (1918–1996), dominikanischer Geistlicher
- Jacinto Brito (1938–1968), mexikanischer Radrennfahrer
- Jacinto Furtado de Brito Sobrinho (* 1947), brasilianischer Geistlicher, Erzbischof von Teresina
- João Paulo Brito (* 1974), portugiesischer Fußballspieler
- José Brito (* 1944), kap-verdischer Diplomat und Politiker
- Josep Henríquez i Brito (* 1951), spanischer klassischer Gitarrist, Gitarrenlehrer, Komponist und Gitarrenbauer
- Leidys Brito (* 1984), venezolanische Bogenschützin
- Lidia Brito (* 1965), mosambikanische Ingenieurin und Forstwirtschaftsexpertin
- Lins Lima de Brito (* 1987), brasilianischer Fußballspieler
- Lourenço de Brito Correia, von 1779 bis 1782 Gouverneur von Portugiesisch-Timor
- Lucca Borges de Brito (* 1990), brasilianischer Fußballspieler
- Luís Miguel Brito Garcia Monteiro (* 1980), portugiesischer Fußballspieler
- Luiz Henrique da Silva Brito (* 1967), brasilianischer Geistlicher, Bischof von Barra do Piraí-Volta Redonda
- Marco Brito (* 1977), brasilianischer Fußballspieler
- Mariano Brito (1930–2014), uruguayischer Politiker und Universitätsrektor
- Maximiliano Brito, uruguayischer Fußballspieler
- Maximiliano de Brito (* 1953), brasilianischer Pianist
- Michelle Larcher de Brito (* 1993), portugiesische Tennisspielerin
- Miguel Brito (1901–?), bolivianischer Fußballspieler
- Paulo Sérgio Bento Brito (* 1968), portugiesischer Fußballspieler und -trainer, siehe Paulo Sérgio (Fußballspieler, 1968)
- Pedro Brito Guimarães (* 1954), brasilianischer Geistlicher, Erzbischof von Palmas
- Radulphus Brito (um 1270–1320), scholastischer Philosoph in Paris
- Renan Brito Soares (* 1985; genannt Renan), brasilianischer Fußballspieler
- Ricardo Rogério de Brito (* 1961), brasilianischer Fußballspieler, siehe Alemão (Fußballspieler, 1961)
- Roberto Brito (* 1947), mexikanischer Radrennfahrer
- Rodulfo Brito Foucher (1899–1970), mexikanischer Jurist und Rektor der UNAM
- Rui de Brito Patalim, portugiesischer Adliger und Militär in den asiatischen Kolonien
- Sebastião de Azevedo e Brito, portugiesischer Kolonialverwalter und Offizier im 18. Jahrhundert
- Sidney Santos di Brito (* 1979; genannt Sidney), brasilianischer Fußballspieler
- Vicente Fernandes e Brito (* 1968), osttimoresischer Jurist
- Waldemar de Brito (1913–1979), brasilianischer Fußballspieler